# Casas Grandes, Sinaloa
Casas Grandes är en ort i Mexiko.   Den ligger i kommunen Elota och delstaten Sinaloa, i den centrala delen av landet, 900 km nordväst om huvudstaden Mexico City. Casas Grandes ligger 109 meter över havet och antalet invånare är 162.
Terrängen runt Casas Grandes är kuperad österut, men västerut är den platt. Runt Casas Grandes är det mycket glesbefolkat, med 4 invånare per kvadratkilometer. Närmaste större samhälle är El Carrizo, 9,5 km sydväst om Casas Grandes. I omgivningarna runt Casas Grandes växer huvudsakligen savannskog.